# Bernhard Anemüller
Bernhard Anemüller (* 26. August 1820 in Heberndorf; † 6. April 1896) war ein deutscher Historiker, Archivar und Bibliothekar.

## Leben
Bernhard Anemüller wurde in Heberndorf am 26. August 1820 als Sohn eines Lehrers und Kantors geboren. Er wurde auf dem Gymnasium in Rudolstadt vorgebildet und bezog 1840 die Universität Jena zu einem dreijährigen Studium der Theologie sowie der Geschichte. Die fünf Jahre nach Abschluss des Studiums war er als Hauslehrer in Rudolstadt tätig, 1848 dann wurde er Erzieher des Prinzen Georg Albert von Schwarzburg-Rudolstadt. Als dieser 1856 die Universität Göttingen bezog, beendete Anemüller die Betreuung und wurde im Folgejahr Lehrer des Gymnasiums und auch der Realschule in Rudolstadt.
Die Stelle als Lehrkörper hielt er bis zum Jahr 1868 inne. In dieser Zeit beschäftigte er sich mit der thüringischen und der schwarzburgischen Geschichte und freundete sich mit dem Archivar Ludwig Friedrich Hesse an. Nachdem dieser aus Altersgründen den Beruf ablegte, führte Anemüller die Stelle des Archivars und Bibliothekars fort. Im Rahmen dieser Arbeit musste Anemüller die Bibliothek neu ordnen, da sein Vorgänger Hesse zwar gelehrt, aber äußerst unordentlich gewesen war. Dabei wurde bekannt, dass ein Sekretär Hesses unentdeckt Münzen, Siegel und Urkunden gestohlen hatte, welche zum Teil nicht mehr wiedergefunden werden konnten.
Die Unordnung in der Bibliothek und auch in der nationalen Landesbibliothek hatte dermaßen gewaltige Ausmaße, dass die Neuordnung jahrzehntelang dauern sollte und mit Fördermitteln des Staates geschah. Anemüller sah sich gezwungen, die meterhohen Bücherstapel, die ungeordneten Dokumente und über das ganze Gebäude verteilte mehrbändige Werke zu ordnen. Darüber hinaus war er Mitarbeiter der Allgemeinen Deutschen Biographie, der er 60 Artikel beisteuerte. Im Jahre 1893 trat er in den Ruhestand und verstarb am 6. April 1896.
Der Sohn von Bernhard Anemüller ist Ernst Anemüller, der Leiter der Lippischen Landesbibliothek in Detmold wurde.

## Werke
- M. Bartholomäus Gernhard und der Rudolstädter Wucherstreit im 16. Jahrhundert: zugleich ein Beitrag zur Geschichte der Gräfin Katharina der Heldenmüthigen; nebst einigen bisher ungedruckten Briefen derselben. F. priv. Hofbuchdruckerei, Rudolstadt 1861.
- Johann Friedrich, Fürst zu Schwarzburg-Rudolstadt, 1721–1767: Blätter der Erinnerung aus seinem Leben, bei Gelegenheit der zweihundertjährigen Jubelfeier des Fürstlichen Gymnasiums zu Rudolstadt. Müller, Rudolstadt 1864.
- Der schwarzburgische Hauskrieg im 15. Jahrhundert. Fürstl. Priv. Hofbuchdruckerei, Rudolstadt 1867.
- Caroline Louise, Fürstin zu Schwarzburg-Rudolstadt, geb. Prinzessin von Hessen-Homburg: nach ihren eigenen Aufzeichnungen, nach Briefen und authentischen mündlichen Quellen. Müller, Rudolstadt 1869.
- Dramatische Aufführungen in den Schwarzburg-Rudolstädtischen Schulen vornehmlich im 17. und 18. Jahrhundert: ein Beitrag zur Geschichte der Schul-Comödie. Müller, Rudolstadt 1882.
- Die Klosterruine Paulinzelle: geschichtlicher Abriss nach authentischen Quellen nebst einem Grundriss der Ruine mit sonstigen architektorischen Erläuterungen. Müller, Rudolstadt 1882.
- Geschichtsbilder aus der Vergangenheit Rudolstadts: mit 4 Abbildungen. Müller’sche Buchhandlung (Th. Eichhorn), Rudolstadt 1888 (Digitalisat).